# Brachystele maasii
Brachystele maasii är en orkidéart som beskrevs av Dariusz Lucjan Szlachetko. Brachystele maasii ingår i släktet Brachystele och familjen orkidéer. Inga underarter finns listade i Catalogue of Life.